# Biguaçu
Biguaçu es un municipio brasileño del estado de Santa Catarina. Tiene una población estimada al 2020 de 109 486 habitantes.
Limita al oeste con el municipio de Antônio Carlos, al este con el océano Atlántico (Bahía Norte de la Isla de Santa Catarina, donde se ubica la capital del estado, Florianópolis) y también con el municipio de Governador Celso Ramos. Limita al norte con Tijucas y Canelinha, y al sur con el municipio de São José.
Ubicado entre los dos mayores puertos catarinenses, Itajaí e Imbituba, y cercano a la capital Florianópolis, Biguaçu tiene salida al mar, además de contar con amplia facilidad de acceso, ya que la autopista BR-101 duplicada divide el municipio, y la ruta BR-282, que une la capital catarinense al interior del estado, se encuentra a solo 12 km de distancia, por doble vía y de fácil acceso.

## Historia
Es uno de los municipios más antiguos de Santa Catarina, siendo su origen la Villa de São Miguel da Terra Firme, la creación del pueblo de São Miguel, según la disposición del 9 de agosto de 1747, con la llegada de los primeros azorianos. Luego se iniciaron los trabajos de la construcción de la iglesia matriz, hecha de barro y ladrillo y cubierta de tejas, que fue dedicada a São Miguel Arcanjo. Se encontraba edificada en el mismo lugar donde hoy todavía se encuentra la centenaria iglesia. El 17 de mayo del 1833 se convierte en un municipio emancipándose de la entonces sede de la Capitanía de Santa Catarina, Nossa Senhora do Desterro. En 1886 la sede del municipio sale de la villa de São Miguel y se traslada a la sede actual, a orillas del Rio Biguaçu. En 1910 se cambia el nombre del municipio para Biguaçu.
Durante algunos meses a finales del siglo XVIII, el 31 de mayo de 1778, fue capital de la provincia de Santa Catarina, cuando surgió la invasión Española a la isla de Santa Catarina y su capital, Desterro (actual Florianópolis).
Cuando fue fundada en el año 1833 el territorio incluía el actual Río Carolina, límite con São José al Río Camboriu, actual ciudad de Balneario Camboriú, alcanzando a los límites de la Serra Geral. La ola de emancipaciones para la fundación de nuevos municipios termina sólo en la década de 1960, con la desintegración de la región del Alto Biguaçu, actual municipio de Antônio Carlos y de las antiguas parroquias de Ganchos y Armação da Piedade, unidas al municipio de Governador Celso Ramos.

## Demografía

### Composición demográfica
Según el censo poblacional del 2000, cerca del 89% de la población se declaró de color blanca y un 5% negra. Las etnias que hicieron al municipio son de origen básicamente luso-azoriana, con unas minorías negra y alemana. Debido a las migraciones causadas en el fenómeno del éxodo rural, fuertemente a partir de mediados de la década del 1980 en el estado catarinense, el mestizaje, proveniente del planalto serrano del sur brasileño, en conjunto con descendientes de alemanes e italianos provenientes del oeste catarinense y del interior de Río Grande del Sur terminaron volviéndose numéricamente importantes, logrando una destacada diversidad étnico-cultural en el municipio. 
Existe todavía en el municipio una pequeña comunidad indígena de base guaraní que llegó de migraciones a lo largo del sur del país alrededor de fines de la década del 1970.

### Desarrollo demográfico
Su población estimada al 2020 era de 69 486 habitantes, donde más del 90% reside en área urbana, presentándose un fuerte crecimiento poblacional desde mediados de la década del 1980, lo que llevó a duplicar la cantidad de población en un intervalo de dos décadas. El motor de atracción poblacional es la proximidad a la capital del Estado, atrayendo personas de bajo poder adquisitivo que ocuparon barrios y lotes de terrenos con poca infraestructura física, caracterizándose como típica ciudad dormitorio. A pesar del tamaño de la población, el municipio presenta pocas características urbanas, ya que los barrios se articularon en torno a la autopista BR 101, con poca o ninguna conexión entre ellos, con sus calles destinadas al fácil acceso en dirección a esta ruta, siendo testigo de la forma de ocupación periférica y sin planificación del municipio.

## Economía
La economía del municipio hasta la década del 1970 dependía principalmente de la agricultura, ganado y pesca. Actualmente, la industria es responsable de la mayor parte de los empleos generados en el municipio, unido a un comercio en expansión. El municipio dispone de grandes superficies para instalar plantas industriales y cuenta con acceso al gas natural, dado que posee una distribuidora de Petrobrás. La agricultura también es representativa todavía. La pesca actualmente es insignificante, solamente practicada a nivel artesanal, más allá de que el municipio tenga un potencial hidráulico destacable. Los productos industriales principales del municipio provienen de la industria del plástico y alimenticia. La agricultura produce principalmente plantas para jardinería, destacándose la producción de céspedes y palmeras, además de la producción de verduras para el comercio regional.

## Educación
El municipio de Biguaçu cuenta con una buena red de enseñanza fundamental y media (anteriormente primaria y secundaria). La municipalidad tiene como hábito garantizar el transporte escolar dentro del municipio y prácticamente el 100% de los niños en edad escolar están en la escuela. El municipio tuvo una buena expansión de la oferta de cursos técnicos destinados al mercado del trabajo regional en estos últimos años. Posee además un campus universitario, con más de una decena de cursos tradicionales, gestionado por la UNIVALI. También se encuentra en las proximidades de las universidades públicas en la capital Florianópolis, como a UDESC (estatal) y UFSC (federal), esta última entre las 5 más grandes del país.
El descuido hacia el medio ambiente es importante, así como en el resto dl territorio Brasileño. El municipio todavía no posee red de tratamiento de aguas residuales, lo que causa que prácticamente todos los ríos y el litoral marítimo estén contaminados. No existen planes ambientales de prevención de la ocupación desordenada del suelo. A causa de la fuerte especulación del mercado inmobiliario, los espacios verdes disminuyen rápidamente. El municipio también se encontrará con dificultades para el abastecimiento de agua potable en un futuro cercano, ya que prácticamente toda el agua consumida en el municipio proviene de otras ciudades, aliándose al alto crecimiento demográfico de la región, aunque el potencial hídrico sea considerable, existiendo una faltante de protección y uso racional.

## Cultura
Biguaçu se encuentra muy unida a la capital Florianópolis, ya sea en la oferta de empleos como en la educación, donde muchos habitantes trabajan y estudian en la capital, dándole al municipio la característica de ciudad dormitorio, o mismo en cuestión cultural, donde la cultura de base azoriana catarinense encuentra una fuerte expresión.